# 徐維志
徐維志（1553年—1593年），一作徐繼志，字希尹，别號冲宇，濠州鍾離永豐鄉（今安徽鳳陽東北）人，明朝軍事將領、魏國公。
徐邦瑞之子，嫡母夫人沐氏，生母俞氏。萬曆十七年九月，繼承爵位。萬曆十九年，擔任協守南京兼領後軍都督府。萬曆二十一年八月去世。长子徐弘基繼承爵位。